# NGC 265
L'NGC 265 és un cúmul obert en el Petit Núvol de Magalhães, que està ubicat en la constel·lació del Tucà.